# تشو كوانغ-راي
تشو كوانغ-راي (من مواليد 19 مارس 1954) هو مدرب كرة قدم من كوريا الجنوبية، درب نادي سول ومنتخب كوريا الجنوبية لكرة القدم.
كان ضمن تشكيلة خط الوسط للمنتخب الكوري الجنوبي في كأس العالم لكرة القدم 1986.

## وصلات خارجية
- تشو كوانغ-راي على موقع الاتحاد الدولي (مؤرشف)  (الإنجليزية)
- تشو كوانغ-راي على موقع دوري كوريا الجنوبية (الإنجليزية)
- تشو كوانغ-راي على موقع قاعدة بيانات كرة القدم.إي يو (الإنجليزية)
- تشو كوانغ-راي على موقع ناشيونال فوتبول تيمز (الإنجليزية)
- تشو كوانغ-راي على موقع عالم كرة القدم.نت (الإنجليزية)